# Бенадо, Арик
Ариэ́ль (А́рик) Бена́до (ивр. אריק בנאדו‎; родился 5 декабря 1973, Хайфа, Израиль) — израильский футболист, выступавший на позиции защитника. В настоящее время — тренер.

## Биография
Арик Бенадо родился в городе Хайфа. В 9 лет начал играть в составе детской команды клуба «Маккаби» (Хайфа), в которой играли два его старших брата (отец Бенадо также был футболистом — играл за «Маккаби» в конце 1970-х).
В 1993 году начал играть за основной состав «Маккаби». Затем он провёл два года в иерусалимском «Бейтаре». Он выиграл 5 чемпионских титулов и один Кубок Израиля с «Маккаби» (Хайфа).
В сборной он играл на месте центрального защитника. Был жёстким защитником, сильно игравшим головой. Удачно оборонялся против известнейших нападающих как в клубе, так и в сборной. Играл за «Маккаби» в групповом этапе Лиге чемпионов.